# Dusičnan hořečnatý
Dusičnan hořečnatý je bílá krystalická hygroskopická látka tvořící nejčastěji hexahydrát Mg(NO3)2·6H2O, mezistupněm jeho vzniku je dihydrát Mg(NO3)2·2H2O. Tato látka se využívá v pyrotechnice a zřídka i jako hnojivo. Také je to jedna z látek způsobujících vodní kámen (s Ca(NO3)2)

## Výroba
Tato látka vzniká prostou reakcí kovového hořčíku a kyseliny dusičné:

3Mg + 8HNO3 → 2NO + 4H2O + 3Mg(NO3)2 

Rovněž je možné Mg(NO3)2 vyrábět reakcí hořečnatých solí s kyselinou dusičnou. Příklady takovýchto hořečnatých solí jsou uhličitan hořečnatý či hydroxid hořečnatý:

MgCO3 + 2HNO3 → Mg(NO3)2 + CO2 + H2O

Mg(OH)2 + 2HNO3 → Mg(NO3)2 + H2O

Také je možno tuto látku vyrábět reakcí dusičnanu amonného s hydroxidem hořečnatým:

Mg(OH)2 + 2NH4NO3 → Mg(NO3)2 + 2NH3 + H2O

## Reakce
Při zahřívání na asi 330 °C se tato látka rozpadá na oxid hořečnatý, oxid dusičitý a kyslík:

2Mg(NO3)2 —t→ 2MgO + 4NO2 + O2

Reaguje se silnými zásadami a kyselinami:

Mg(NO3)2 + 2NaOH → Mg(OH)2 + 2NaNO3

Mg(NO3)2 + H2SO4 → MgSO4 + HNO3

Mg(NO3)2 + 2HCl → MgCl2 + HNO3

A podobně.